# Bayadha
Bayadha est une commune de la wilaya d'El Oued en Algérie.

## Géographie

### Situation
Le territoire de la commune de Bayadha est situé au centre de la wilaya.
| El Oued        | Trifaoui       | Trifaoui    |
| El Oued        | Bayadha        | Douar El Ma |
| Oued El Alenda | Robbah, Nakhla | Nakhla      |

### Localités de la commune
La commune de Bayadha est composée de sept localités : Ababsa, Bayadha Center (Soubaiâa , Gharafine , Chuaiha), Soualah (5 km après Bayadha Center Est), Oued Ouragh, Sidi Slimane - Amiche, Labama et Fetahza.

## Économie
Bayadha est une commune à vocation agricole : palmier dattier, pommes de terre, oliviers et d'autres cultures vivrières.

## Vie quotidienne
La commune de Bayadha compte vingt-sept écoles élémentaires, cinq collèges, un lycée et vingt-huit mosquées.